# グスターフ・モーレングラーフ
グスターフ・アドルフ・フレデリク・モーレングラーフ（Gustaaf Adolf Frederik Molengraaff、1860年2月27日 - 1942年3月26日）は、オランダの地質学者、生物学者、探検家である。南アフリカとインドネシアの地質学の権威であった。

## 経歴
ナイメーヘンに生まれた。ライデン大学で数学と物理学を学んだ。1882年からユトレヒト大学で学び学生の時代にスリンガー (Willem Frederik Reinier Suringar) とカール・マルティンに率いられたオランダ領アンティルの調査に加わった。シント・ユースタティウス島の地質の研究で博士号を得た。ミュンヘンで結晶学を研究し、同時にアルプス山脈近くの地質の研究をする機会を得た。
1888年にアムステルダム大学の教職を得、後に教授となった。アムステルダム大学在職中に南アフリカの金鉱脈の調査（1891年）やボルネオの調査（1894年）を行った。
1897年トランスヴァール共和国の "state geologist" に任じられ、トランスヴァールの地質調査を行った。この調査で世界最大の層状貫入岩体であるブッシュフェルト複合岩体(Bushveld complex)を発見した。1900年にボーア戦争のため、オランダに戻り、オランダでトランスバールの地質についての報文をまとめ、セレベス島での金鉱脈の研究を行った。地質学者としての評価が高まり、1901年南アフリカに戻り、地質学のコンサルタントとして働いた。1906年にデルフト工科大学の教授となった。1910年からティモールの調査隊を率いた。1927年にもハーバード大学の南アフリカの調査に加わり、アレクサンダー・デュ・トワと出会い、両者は当時の地質学者としては数少ない、アルフレート・ヴェーゲナーの大陸移動説の支持者となった。
1936年にロンドン地質学会から、ウォラストン・メダルを受賞した。